# Birker Bad
Das Birker Bad ist ein denkmalgeschütztes ehemaliges Schwimmbad in der bergischen Großstadt Solingen.

## Lage und Beschreibung
Das Birker Bad befindet sich südlich der Solinger Innenstadt im Stadtbezirk Solingen-Mitte. Es liegt an der Birkerstraße (Bundesstraße 229) östlich vom Werwolf und nördlich des Südparks gegenüber der Eissporthalle Solingen. Im Norden und Westen grenzt eine kleine Parkanlage an das Gebäude an, der Birkenweiher.
Das Gebäude wurde im Stil des klassizierenden Historismus erbaut, die Innenausstattung hingegen zeigt auch Motive des Jugendstils. Das Bad bestand vor seinem Umbau aus einer großen Schwimmhalle mit einem Becken von 23,67 m × 11 m mit einer Wassertiefe von 1,20 bis 3,20 m, jeweils acht Wannenbädern 1. und 2. Klasse, 24 Umkleidekabinen und zwölf Brausebädern sowie einem Römischen Bad. Reinigungsräume, eine Wäscherei, eine Plätterei und ein Trockenraum waren ebenfalls vorhanden.

## Geschichte

### Errichtung und Anfangsjahre

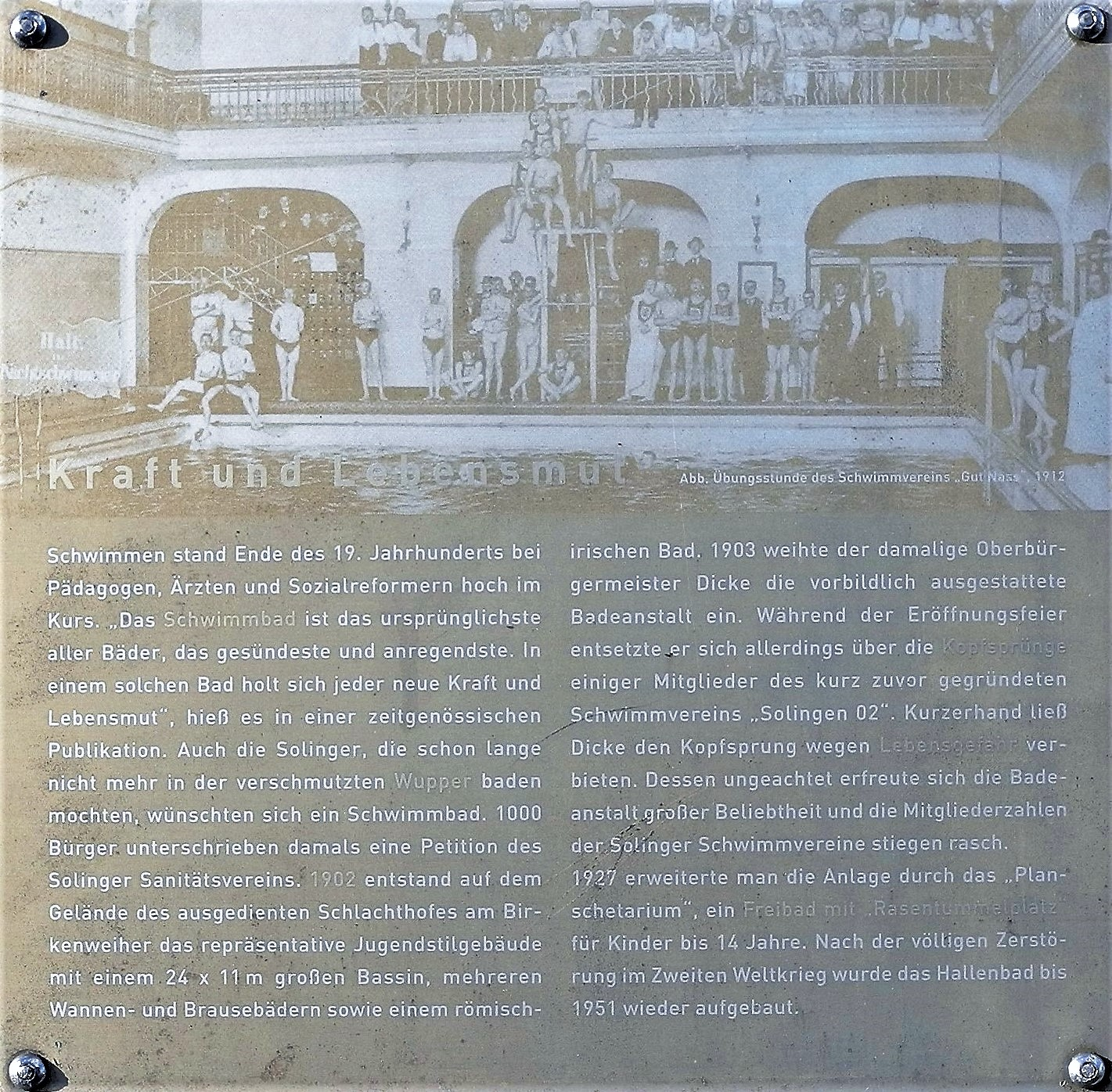
Informationstafel zum Birker Bad des Rundgangs Made in Solingen

Ende des 19. Jahrhunderts gab es in Solingen nur privat initiierte öffentliche Bademöglichkeiten wie das 1887 eröffnete Kaiserbad, dessen Preise allerdings für das normale Volk nicht bezahlbar waren. 1896 wurde im Solinger Stadtrat die Eröffnung einer Badeanstalt noch abgelehnt, 1900 jedoch wurde der Beschluss zum Bau eines städtischen Hallenbads gefasst. Ziel war neben dem Schwimmunterricht und den Schwimmmöglichkeiten auch die Sicherstellung der Hygiene der Bevölkerung, wie von Oskar Lassar als Motto des Berliner Vereins für Volksbäder formuliert: Jedem Deutschen wöchentlich ein Bad. Als Standort der Badeanstalt wurde das Gelände des ehemaligen Schlachthofs am Birkenweiher südlich der Solinger Altstadt ausgewählt. Die Bauarbeiten starteten 1902, am 28. Mai 1903 wurde die Badeanstalt feierlich eröffnet. Zeitgleich wurde die Sengbachtalsperre in Betrieb genommen, die das Birker Bad mit Wasser versorgte.
In der Anfangszeit wurden in den beiden Dampfkesseln rund 1,5 t Kohle täglich verheizt, um das Wasser zu erwärmen. Kurz vor dem Ersten Weltkrieg gab es Überlegungen, ein Wellenbad und eine Wasserrutsche in das Bad zu integrieren, nach Kriegsausbruch konnten diese Pläne jedoch nicht weiter verfolgt werden. Während dieser Zeit gab es massive Undichtigkeiten des Schwimmbeckens, was zur Schließung des Bads führte. Die Wiedereröffnung konnte erst 1920/1921 erfolgen.
1927 wurde auf den nördlichen Außenflächen hinter dem Schwimmbad als reines Kinderfreibad für Kinder bis 14 Jahre das Planschetarium eröffnet, dessen Name vom Schwimmbad auf der GeSoLei in Düsseldorf entlehnt war. 1928/1930 wurde in der damals noch selbständigen Stadt Ohligs als zweites Schwimmbad im oberen Kreis Solingen die Badeanstalt Sauerbreystraße eröffnet. In den 1930er Jahren lagen die Besucherzahlen im Birker Bad bei 250.000 Besuchern pro Jahr.

### Zweiter Weltkrieg bis zur Schließung 2011
Bei den verheerenden Luftangriffen auf Solingen im November 1944 während des Zweiten Weltkriegs wurde das Schwimmbad teilweise beschädigt und das Planschetarium vollständig zerstört. Im Herbst 1949 beschloss der damalige Sportausschuss unter Leitung des späteren Bundespräsidenten Walter Scheel den Wiederaufbau mit einer wettkampfgeeigneten 25-Meter-Bahn. Die Schwimmhalle und die Brausebäder wurden am 2. Mai 1951 nach weniger als 18 Monaten Bauzeit für 670.000 DM wieder in Betrieb genommen, das römische Bad wurde dabei allerdings nicht instand gesetzt. Im Jahre 1959 gab es Pläne, auch das römische Bad wieder instand zu setzen, die allerdings nicht umgesetzt wurden.
In den 1960er Jahren wurden erneut Modernisierungsmaßnahmen durchgeführt. Mit dem Neubau der damals modernen Hallenbäder am Vogelsang 1974 und des Klingenhallen-Sportbads am Weyersberg 1975 verlor das Birker Bad an Bedeutung, weshalb seit den 1980er Jahren wurde über eine Schließung des Birker Bads nachgedacht wurde. Doch die Schließung konnte zunächst abgewendet werden. Bis 2008 waren sogar noch einige Wannenbäder in Betrieb.
Das Birker Bad wurde am 31. Januar 1991 unter der laufenden Nummer 895 in die Solinger Denkmalliste eingetragen. Ab 2009 beabsichtigte die Stadt Solingen das Birker Bad zu vermarkten. Am 23. Juli 2011 wurde das Bad geschlossen und im April 2012 vollständig außer Betrieb genommen. Verschiedene alternative Nutzungen wurden diskutiert, die allerdings nicht umgesetzt wurden.

### Umbau und neue Nutzung ab 2023
Bei einem Investorenwettbewerb setzte sich schließlich ein Investor durch, der das Birker Bad zu einer Markthalle mit verschiedenen Geschäften umbauen wollte. Zum Tag des offenen Denkmals am 9. September 2018 konnte letztmals das Schwimmbad besichtigt werden, bevor Umbau und Umnutzung durch den Investor begannen. Architekt des Umbaus war Bruno Wasser. Die Sanierung des Bads startete aufgrund von Verzögerungen durch die Corona-Pandemie schließlich im Jahre 2022. Einrichtungen aus Erneuerungen und Erweiterungen der 1960er Jahre wurden beim Umbau zurückgebaut, so wurden etwa die in den 1950er Jahren eingebauten Glasfenster durch neue Holzfenster ersetzt. Auch der Schornstein des Bads konnte erhalten werden. Im Inneren wurden zahlreiche historische Elemente wiederhergestellt, wie etwa das Römische Bad.
Die Sanierungsarbeiten im ehemaligen Birker Bad wurden 2023 abgeschlossen. In dem Gebäude entstanden ein Denns Biomarkt mit einer Fläche von 850 m² im Bereich des ehemaligen Schwimmbeckens sowie ein Café von 148 m² im Bereich des Römischen Bads, ein Weindepot im Eingangsbereich mit 246 m² über zwei Etagen sowie ein Flugsimulator von Aerotask. Für die vorbildliche Sanierung des Birker Bads erhielt Investor Andreas Borodimos den Denkmalschutzpreis 2023 des Bergischen Geschichtsvereins, Abteilung Solingen e. V.